# Bang Gang (une histoire d'amour moderne)
Bang Gang (une histoire d'amour moderne) (em português:  Bang Gang (uma história de amor moderna)) é um filme de drama francês dirigido por Eva Husson. Foi exibido na seção Plataforma do Festival Internacional de Cinema de Toronto de 2015. É a estreia de Husson como diretora.

## Trama
Em Biarritz, o adolescente Alex mora temporariamente sozinho (e mais tarde com sua melhor amiga Nikita) enquanto sua mãe está no exterior a trabalho. Em sua casa ele organiza festas de sexo (chamadas bang gangs) com outros adolescentes, incluindo também o uso recreativo de drogas. Os vídeos das festas são postados em um site protegido por senha. A menina George e sua melhor amiga Laetitia são participantes ativas das festas. George não gosta que Laetitia faça sexo com Alex, com quem George fez sexo primeiro. Gabriel não gosta de ir às festas no início, mas acaba indo a uma para fazer sexo com George, em uma sala separada. Infecções sexualmente transmissíveis, gravidez na adolescência e postagem involuntária de vídeos no YouTube tornam as festas conhecidas pelos pais e outras autoridades, após o que são interrompidas. Gabriel e George estão preocupados com os vídeos de sexo de George divulgados. Gabriel encontra o menino que os postou e o obriga a removê-los. As infecções são facilmente tratadas. A menina grávida faz um aborto. George e Gabriel iniciam um relacionamento regular.

## Elenco
Segue abaixo a tabela de elenco.
| Ator                    | Personagem               | Detalhes            |
| ----------------------- | ------------------------ | ------------------- |
| Finnegan Oldfield       | Alex                     |                     |
| Marilyn Lima            | George                   |                     |
| Daisy Broom             | Laetitia                 |                     |
| Fred Hotier             | Nikita                   |                     |
| Lorenzo Lefebvre        | Gabriel                  |                     |
| Manuel Husson           | Pai do Gabriel           |                     |
| Olivia Lancelot         | Mãe do Gabriel           |                     |
| Raphaël Porcheron       | Pai da Laetitia          |                     |
| Tatiana Werner          | Mãe da George            |                     |
| Olivier Lefebvre        | Pai da George            |                     |
| Yolande Carsin          | Professora de espanhol   |                     |
| Eva Husson              | Professora de matemática | A diretora do filme |
| Alexandre Perrier       | Professor de química     |                     |
| Gaspard-Andréas Perrier | O bebê                   |                     |
| Patricia Husson         | A mãe do Alex            |                     |

## Recepção

### Resposta da crítica
No Rotten Tomatoes, o filme tem uma taxa de aprovação de 67% com base nas críticas de 36 críticos, com uma classificação média de 6/10. No Metacritic, o filme tem uma pontuação de 53 em 100, com base em 13 críticos, indicando "críticas mistas ou médias".
Peter Debruge, da Variety, escreveu: "A falta de um único personagem claro com quem se identificar acaba sendo problemática." Boyd van Hoeij, do The Hollywood Reporter, escreveu: "A originalidade ou a percepção não estão no topo da lista de prioridades deste drama."

### Premiações
| Ano  | Prêmio                              | Categoria                     | Indicada   | Resultado |
| ---- | ----------------------------------- | ----------------------------- | ---------- | --------- |
| 2015 | Les Arcs European Film Festival     | Flecha de Cristal             | Eva Husson | Indicado  |
| 2015 | BFI Festival de Cinema de Londres   | Primeira Competição de Longas | Eva Husson | Indicado  |
| 2015 | Toronto International Film Festival | Prêmio da Plataforma          | Eva Husson | Indicado  |